# Habitatge al carrer de Llovera, 48 (Reus)
L'Habitatge al carrer de Llovera, 48 és un edifici del municipi de Reus (Baix Camp), situat al carrer de Llovera, inclòs en l'Inventari del Patrimoni Arquitectònic de Catalunya com a Bé Cultural d'Interès Local.

## Descripció
És un edifici entre mitjaneres que consta de planta baixa i quatre pisos superiors. La façana és encoixinada amb tot d'obertures allindanades disposades de forma simètrica, dues a cada planta. A la planta baixa hi ha un local comercial i al costat l'entrada als pisos, tot el conjunt format per un arc deprimit convex de pedra. Les obertures de la façana tenen les llindes decorades amb marcs de pedra i sanefes de tipus geomètric. Són balcons amb baranes de ferro forjat, les del primer pis corregudes. L'immoble està rematat per un ràfec suportat per mènsules.